# سنچری (فلوریدا)
سنچری (به انگلیسی: Century) شهرکی در شهرستان اسکامبیا، فلوریدا است که در سال ۱۹۴۵ بنیان‌گذاری شده‌است. این شهرک طبق سرشماری سال ۲۰۱۰ میلادی، ۱٬۶۹۸ نفر جمعیت داشته و مساحت آن نیز ۸٫۷ کیلومتر مربع است.